# Heinrich Walkenhorst
Henry Walkenhorst (* 14 de agosto de 1906 en Osnabrück; † 16 de diciembre de 1972 en Oldenburg) fue Reichshauptamtsleiter (administrador principal del Reich), jefe de la oficina personal del NSDAP y miembro del Reichstag. 
El comerciante calificado y miembro de la SA ingresó al NSDAP el 1 de diciembre de 1930. En Leer asumió responsabilidades dentro del NSDAP como director de organización, jefe de propaganda del distrito y presidente de las células de empresas. En 1933 fue elegido concejal en el ayuntamiento de Leer. 
Desde junio de 1933 hasta el 20 de julio de 1934 ocupó el cargo de líder de distrito del NSDAP en Leer, a continuación, fue nombrado jefe organizador del Gau y director del equipo directivo del NSDAP en Oldenburg. Mantuvo esta posición hasta el 30 de septiembre de 1942. Durante este tiempo fue Sekretär (secretario del presidente del Gau Carl Röver. 
A partir de 1936 en adelante, se le asignó la tramitación plan cuatrienal como director de oficina del Gau Weser-Ems. En 1942 Röver escribió un memorándum sobre la situación del NSDAP y propuestas de su reorganización. Un CV sin fecha de Walkenhorst en el archivo federal de Coblenza (número de referencia: Z II 42/1058) revela que Walkenhorst contribuyó significativamente al memorándum. En el CV Walkenhorst hace hincapié en el hecho de que en el mismo día cuando Röver fue enterrado fue promovido a la Cancillería del NSDAP en Múnich. Atribuyó esta promoción a sus propuestas sobre el NSDAP. 
Con efecto del 1 de octubre de 1942 asumió el cargo de Reichshauptamtsleiter (administrador principal del Reich) y el Jefe de la oficina de personal del NSDAP en Múnich. Llegó a ser miembro del Reichstag en noviembre de 1943 reemplazando a Wilhelm Kube, posición que ocupó hasta el final de la guerra. 
Después de la guerra trabajó en el sector de seguros como agente general en Oldenburg, donde murió el 16 de diciembre de 1972.